# Islas Agrarias Grupo B
Islas Agrarias Grupo B , Ejido Islas Agrarias Grupo B o simplemente Islas Agrarias B, es una localidad mexicana, del municipio de Mexicali, Baja California, enclavada en la delegación González Ortega. Según el censo del 2010 realizado por el INEGI, la población en aquel momento ascendía a 1,054 habitantes. Islas Agrarias B tiene relevancia municipal ya que es una de los dos localidades en las que se celebra tradicionalmente el "Día del Ejido", la otra localidad es Michoacán de Ocampo, en la delegación Cerro Prieto.

## Toponimia
El nombre Islas Agrarias, es un recordatorio del movimiento agrarista del valle de Mexicali, después denominado: El Asalto a las Tierras, en el que se vieron involucrados sus fundadores, algunos de los cuales fueron arrestados y enviados a las Islas Marías en el año de 1930.

## Geografía
Se ubica en las coordenadas 32° 36′ 02.9″ de latitud norte y 115°16'20.0" de longitud oeste, en la parte norte del valle de Mexicali. Está comunicada por la carretera estatal n.º 128, que conduce al Norte al poblado: Los Manantiales y al sur con el poblado: Ejido Cuernavaca, conecta con la carretera federal n.º 2.

## Historia

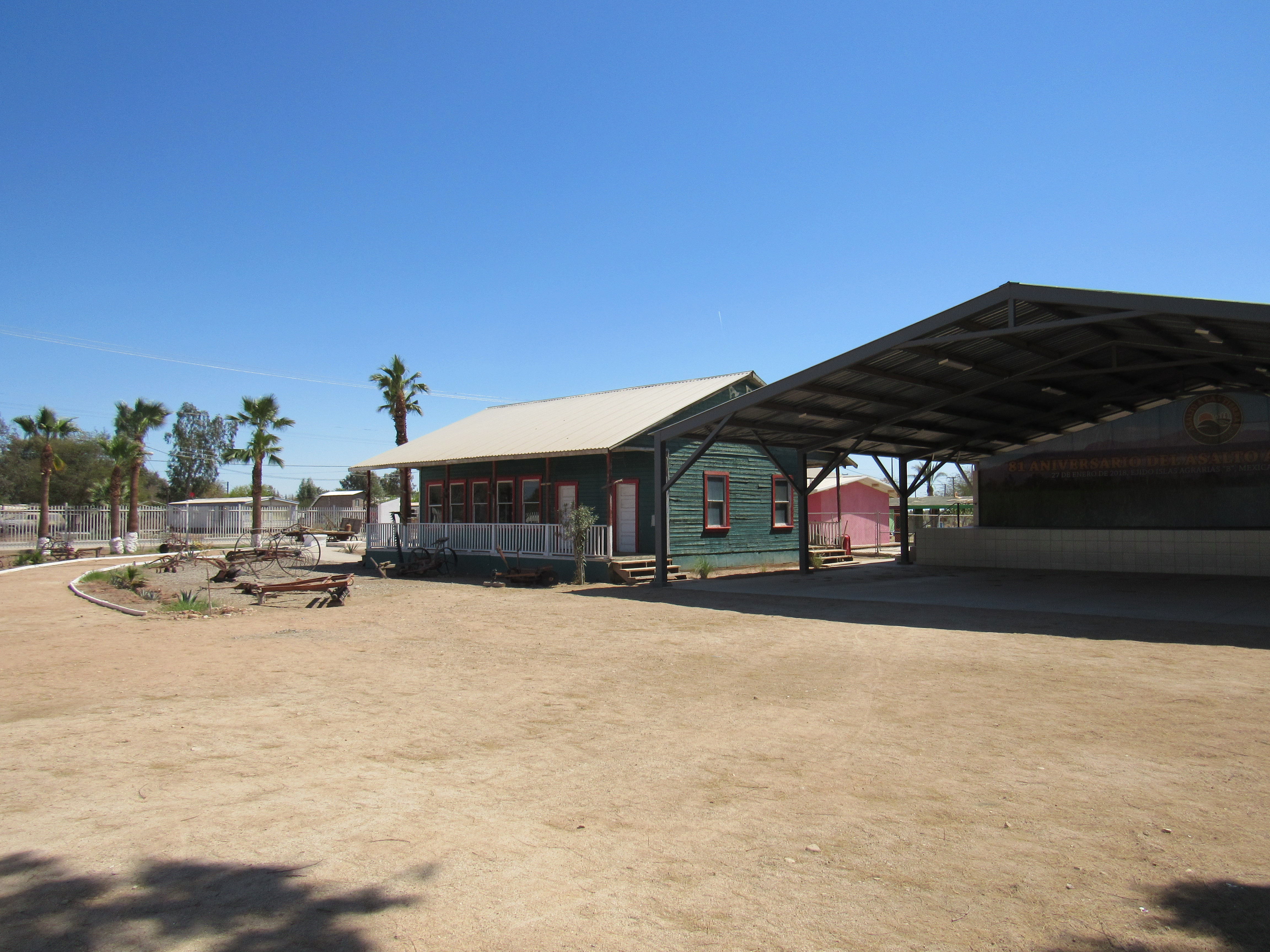
Auditorio y edificio de madera que fuera una escuela rural construida en 1938 y que actualmente constituye un museo comunitario denominado mártires del agrarismo, junto a la cual, a la izquierda de la imagen, se encuentra la estela funeraria de Felipa Velázquez viuda de Arellano, figura clave en el proceso del Asalto a las Tierras. En este sitio es donde se llevan a cabo las celebraciones del "Dias del Ejido", conmemoración del Asalto a las Tierras.

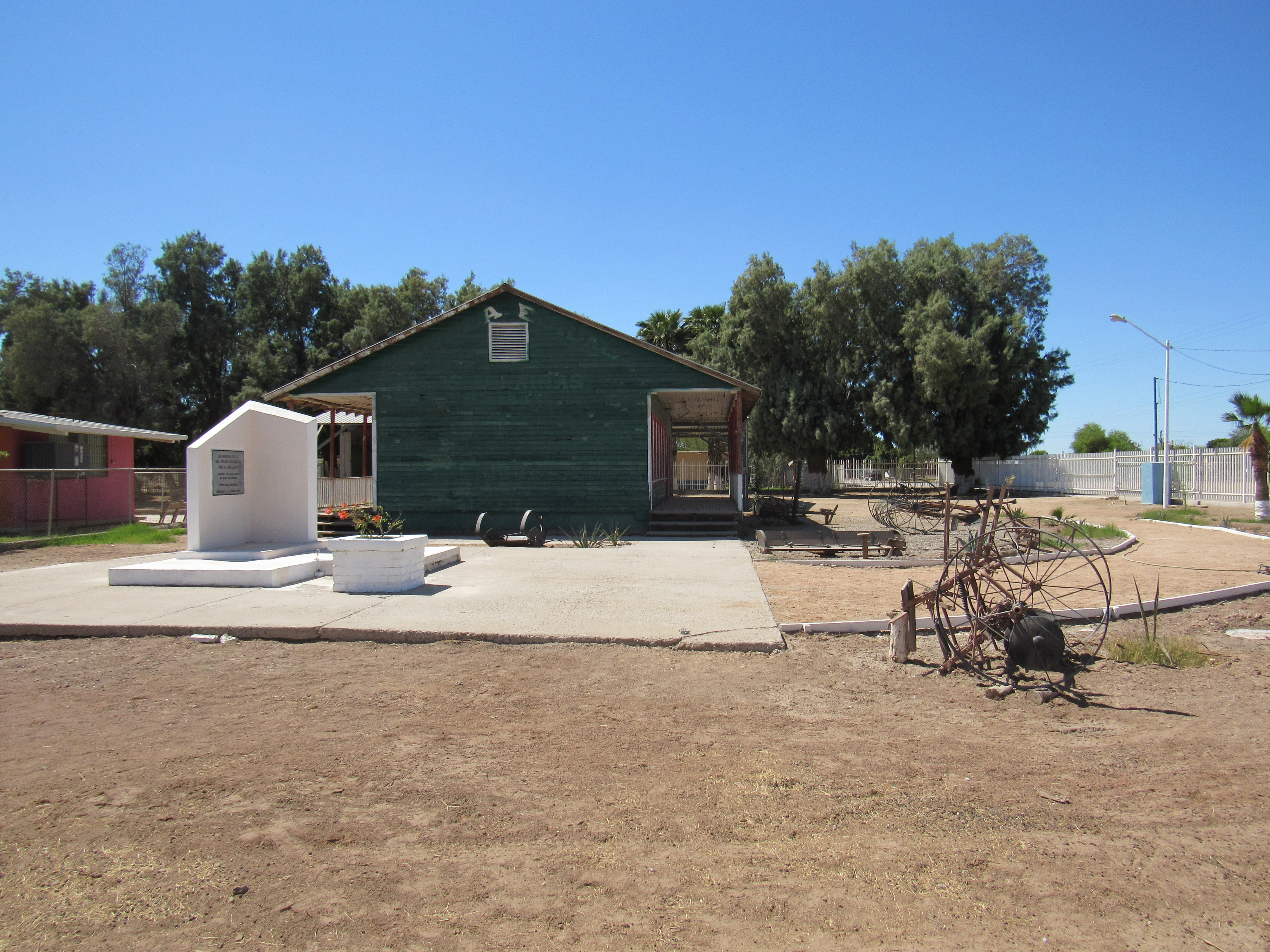
Aquí tenemos otro aspecto de la estela fúnebre, el museo comunitario y al otro lado, oculto en esta imagen, el auditorio donde ocurre la celebración del aniversario del Asalto a las Tierras, en el poblado Islas Agrarias B. municipio de Mexicalli, Baja California.

A mediados del siglo XIX existió, en la parte norte del Valle de Mexicali, una posta del Correo o diligencia Butterfield llamada: Álamo Mocho, en la vera del arroyo Álamo. Los estadounidenses algunas décadas después abrieron las tierras del ahora valle de Mexicali y utilizaron ese arroyo para construir un canal con el que irrigarían estas tierras, así como las del valle de Imperial y el de Coachella. En 1926 se formó una asociación de campesinos mexicanos, que buscaban reivindicar sus derechos sobre el suelo nacional que las compañías extranjeras les escatimaban y se denominó Álamo Mocho. En 1930 sucedió un incidente que tuvo notoriedad pública a nivel nacional y consistió en que 19 personas, la mayoría de ellas, integrantes de la citada asociación, fueron aprendidos por las autoridades locales y enviados luego a la Colonia Penal Federal Islas Marías, entre ellos una mujer, La Sra Felipa Velázquez Vda. de Arellano y cuatro de sus hijos, menores de edad. Al triunfar su movimiento agrarista en 1937, se buscó dotar de tierras a este grupo, así el 9 de marzo de 1937 el General Rodolfo Sánchez Taboada, gobernador del entonces Territorio Norte de Baja California, entregó las dotaciones ejidales a los miembros de Álamo Mocho formando con ellos dos ejidos, el Islas Agrarias Grupo A y el Islas Agrarias Grupo B. En 1957 el primer gobernador constitucional del Estado de Baja California, Braulio Maldonado Sández, oficializó la celebración del aniversario del "Asalto a las Tierras", designándolo como "Día del Ejido" y en 1984, el 27 de enero, el gobernador Xicoténcatl Leyva Mortera, en la ceremonia de celebración correspondiente, reinhuma los restos de la Sra. Felipa Velázquez viuda de Arellano en éste poblado, develando la estela y epitafio de esta figura esclarecida del movimiento agrarista del Valle de Mexicali. Desde entonces, cada año se monta una guardia de honor y se deposíta en ese lugar una ofrenda floral para honra de su memoria y como otro acto de conmemoración de la lucha agraria que impulsó la efectiva aplicación de la reforma agraria y con ello, la instauración del estado de derecho en lo respectivo a la tenencia de la tierra en el valle de Mexicali.